# Cratere Deken
Deken  è un cratere sulla superficie di Venere. Deve il suo nome ad Aagje Deken, scrittrice olandese.